# Pfarrkirche Mank

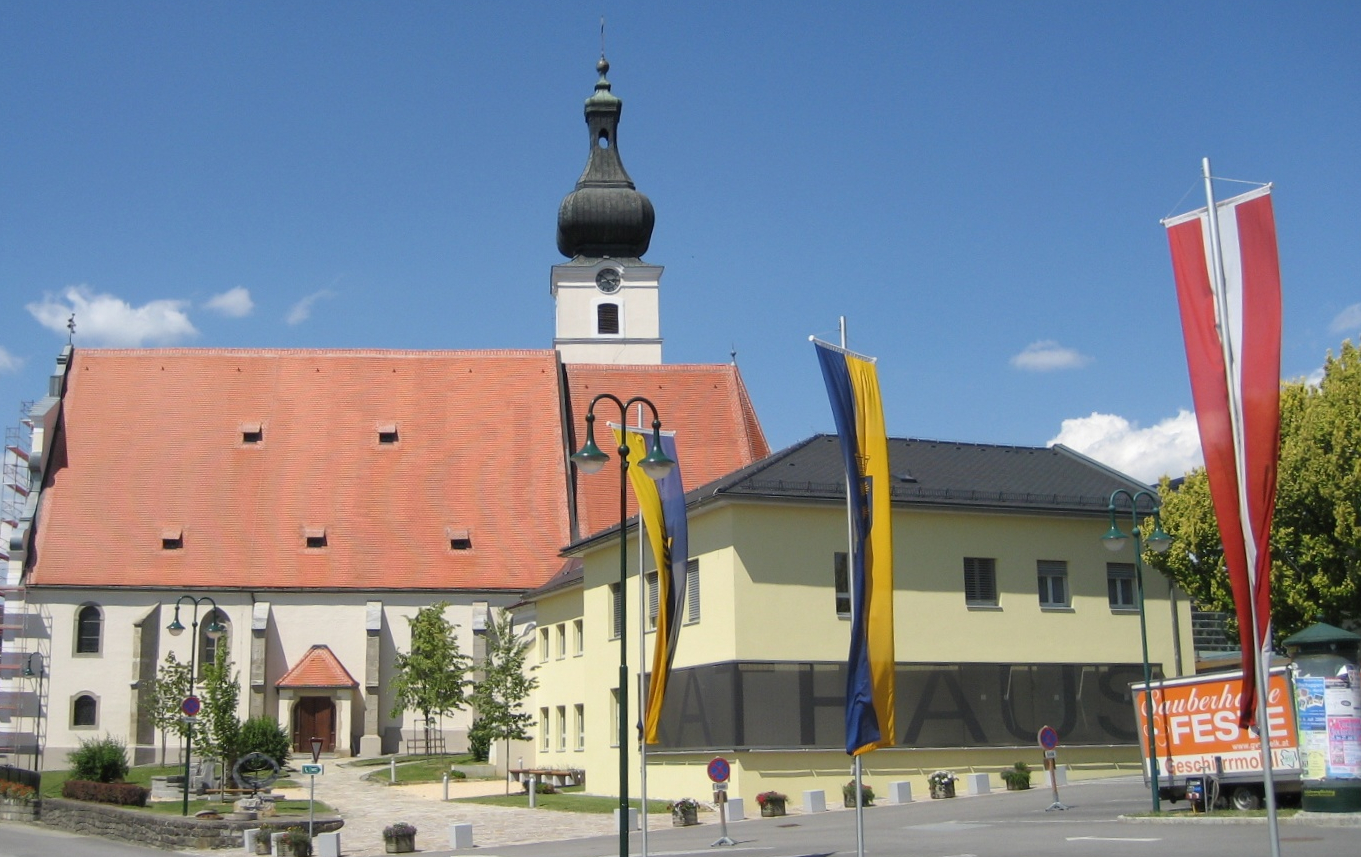
Katholische Pfarrkirche Mariä Himmelfahrt in Mank

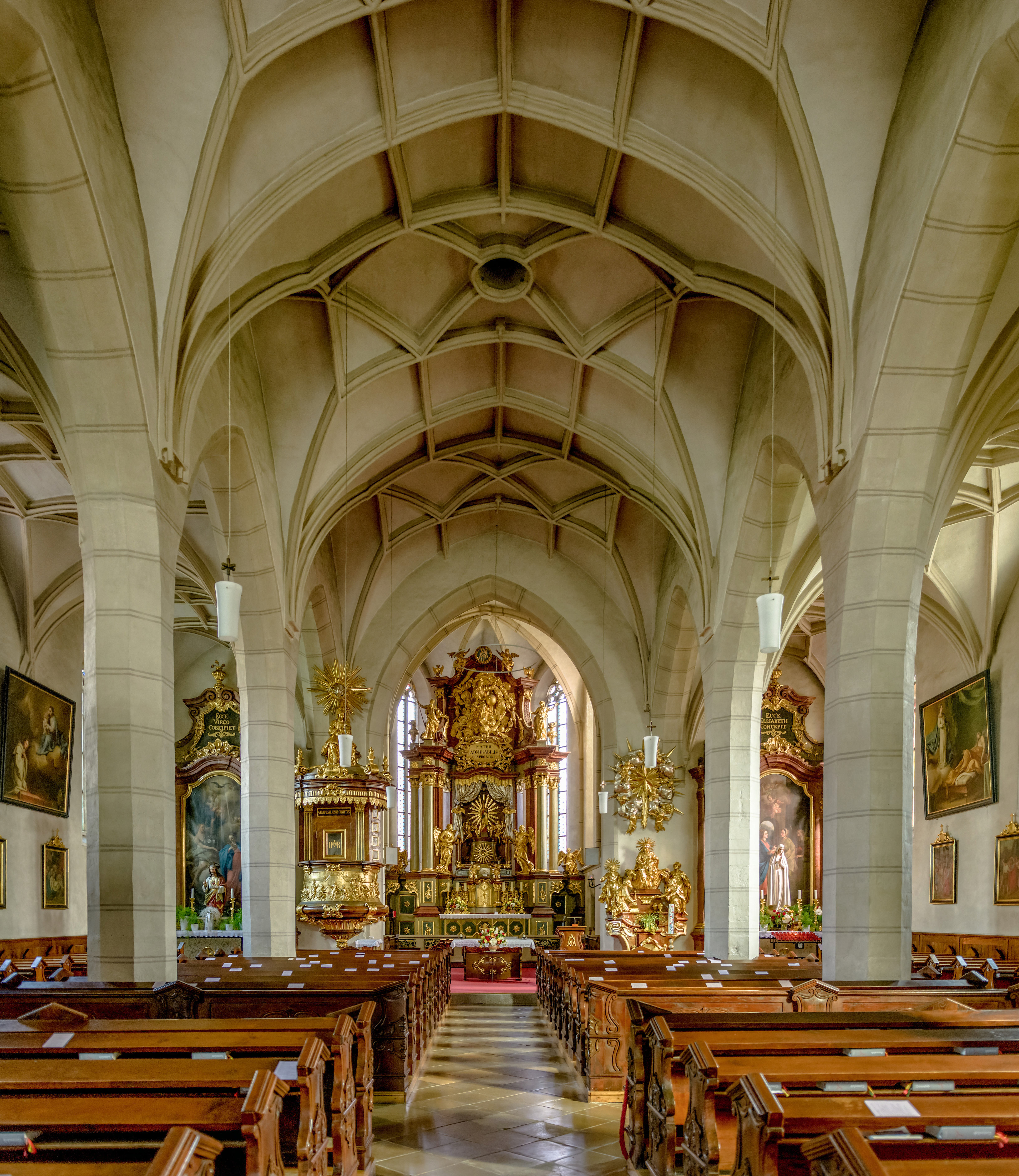
Das dreischiffige Langhaus und der mittige Chor

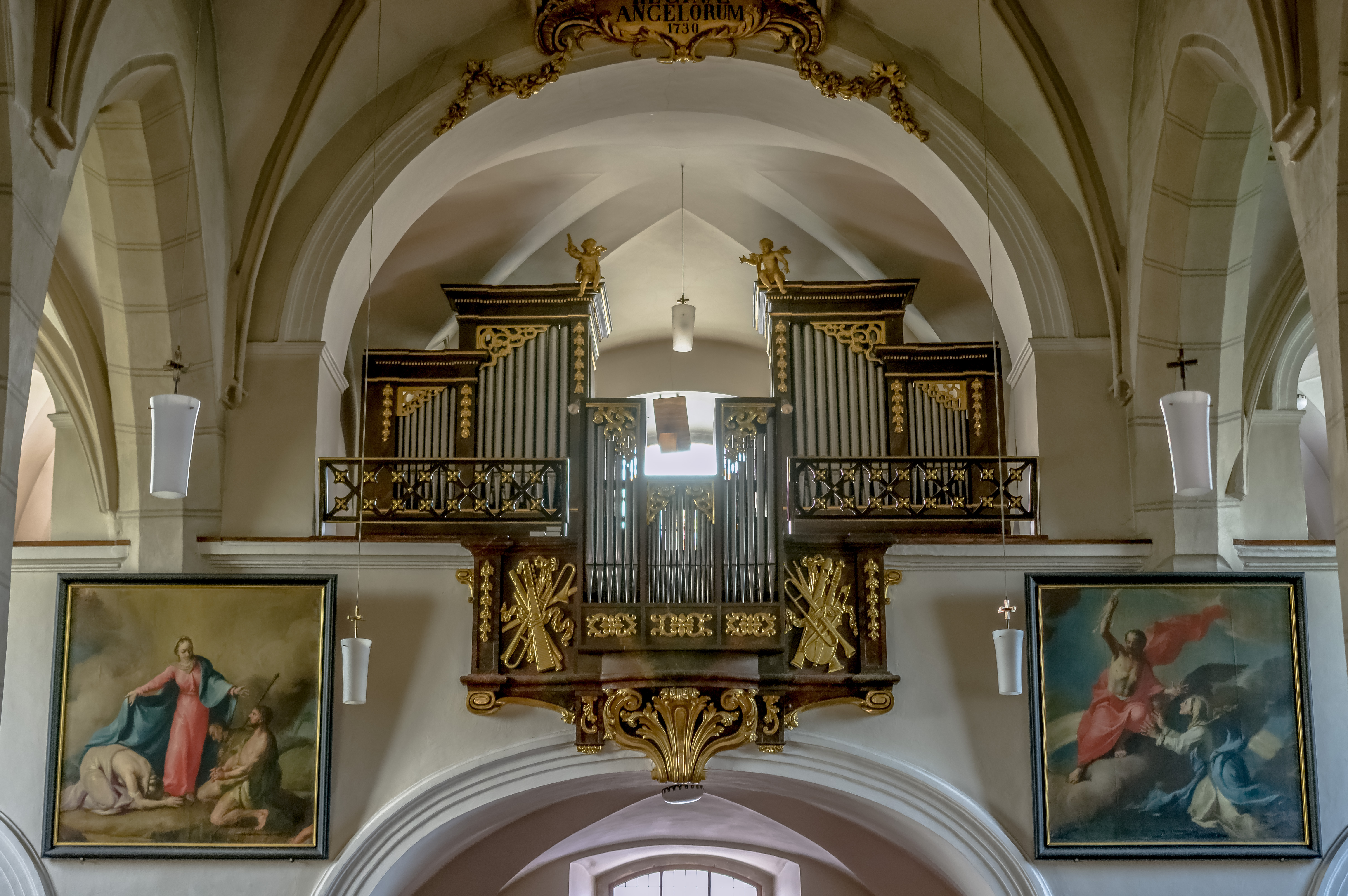
Die Emporenorgel im barocken Westjoch

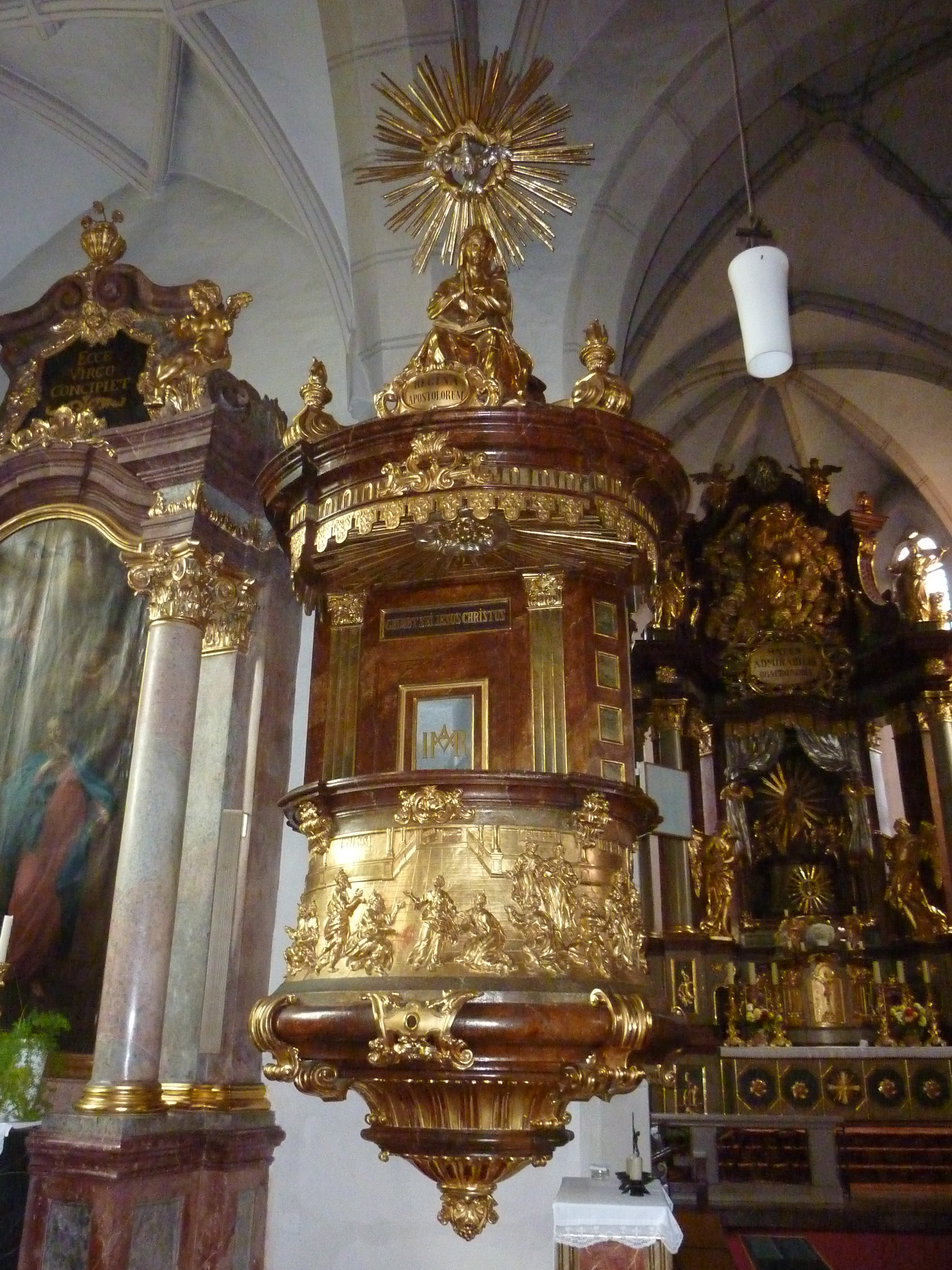
Die bemerkenswerte Kanzel

Die Pfarrkirche Mank steht in der Stadtgemeinde Mank im Bezirk Melk in Niederösterreich. Die dem Fest Mariä Himmelfahrt geweihte römisch-katholische Pfarrkirche gehört zum Dekanat Melk in der Diözese St. Pölten. Die Kirche steht unter Denkmalschutz (Listeneintrag).

## Geschichte
Urkundlich 1323/1324 Vikariat erfolgte 1365 die Erhebung zur Pfarre, welche bis 1784 dem Chorherrenstift St. Pölten inkorporiert war. Ab 1645 wurde eine schon früher bestehende Wallfahrt neu belebt.
1911 und 1961 erfolgten Restaurierungen. Bei Vorbereitung zur neuerlichen Restaurierungen im Jahr 2021 wurde eine Urkunde in der Turmkugel mit einem Dokument von 1910 mit einer Beschreibung über die Turmkranzweihe gefunden.

## Architektur
An den Chor um 1400 schließt eine große spätgotische Staffelhalle des frühen 16. Jahrhunderts an. Die Kirche wurde außen barockisiert. Der hohe Turm im nördlichen Chorwinkel ist barock.
Kirchenäußeres
Die Dächer des Langhauses und Chores als steiles einheitliches Satteldach haben eine Biberschwanzdeckung. Die Kirche zeigt mächtige Strebepfeiler und zweibahnige spätgotische Maßwerkfenster. Das Langhaus hat nördlich und südlich ein reiches spätgotisches Schulterportal. Das westlichste Joch des Langhauses wurde in den 1730er Jahren angebaut und zeigt sich mit einer nüchternen zweizonigen barocken Giebelfassade mit Pilastergliederung und seitlichen Volutenschmiegen, der die Giebelfassade hinterfangende Aufsatz hat ein Liliendoppelkreuz, in Nischen befinden sich die Statuen Josef mit Kind, Anna mit Kind, und Maria, aus dem zweiten Viertel des 18. Jahrhunderts.
Dem gering eingezogenen Chor mit einem Fünfachtelschluss mit einer höheren Traufe als beim Langhaus ist im nördlichen Chorwinkel ein viergeschoßiger Turm mit einem östlichen Treppentürmchen beigestellt. Der Turm trägt eine große birnenförmige Zwiebelhaube um 1730 und 1850 verändert und 1911 wieder in der Form von 1730 errichtet. Im südlichen Chorwinkel steht eine zweigeschoßige im Kern spätmittelalterliche Sakristei unter einem Pultdach und mit einer Fassade aus der Mitte des 20. Jahrhunderts.
Am Chor befindet sich eine Gedenktafel und ein Grabstein zu Karoline Gräfin Seldern 1820/1821. Eine eingemauerte Skulptur einer sechsbrüstigen Sphinx ist wohl römisch.
Kircheninneres
Das Langhaus zeigt sich als niedrige dreischiffige vierjochige spätgotische Staffelhalle unter Netzrippengewölben und mit spitzbogigen weit geöffneten Arkaden auf Achteckpfeilern. Die gedrückten Gewölbeschalen zeigen im Mittel- und Nordschiff streng geometrische kassettenförmig aus Quadrat, Rechteck und Oktogon entwickelte Rippen, im Südschiff ist die Rippenfiguration kleinteiliger und teils gekurvt mit Netzsternen. Das westlichste dreischiffige Joch wurde laut Nennung an der Empore 1730 angebaut und beinhaltet eine dreischiffige kreuzgratunterwölbte Empore korbbogig geöffnet. Der Triumphbogen ist spitzbogig. Der einjochige Chor um 1400 hat ein Kreuzrippengewölbe auf Diensten und hat am Übergang zum Fünfachtelschluss einen Achsknick, die zweiteilige rundbogige Sessionsnische mit einer kräftigen Mittelkonsole entstand um 1510/1520, die rechteckige Sakramentsnische zeigt sich mit erneuertem Blendmaßwerk. Beidseits im Chor gibt es barocke Portale zur stichkappengewölbten Sakristei und zum Turmerdgeschoß.
Die Glasmalerei im Langhaus ist ornamental 1910 und ein Fenster mit 1975, Gleichnis vom verlorenen Sohn 1910, Paulus und Judas Thaddäus nach einem Entwurf von Josef Reich 1910 ausgeführt von der Glasmalereianstalt Franz Götzer.

## Ausstattung
Der Hochaltar um 1730 hat über einer hohen vielfach gestaffelten Postamentzone mit Opfergangsportalen einen Aufbau mit frei stehenden Säulen und einen mächtigen konkaven Volutenauszug, die Statuen sind seitlich Posaunenengel, auf dem Altar adorierende Engel, mittig zwischen Engeln Maria mit Kind (Kopf nennt 14xx, Körper wohl 1892 von Franz Hofer), auf dem Gebälk Gottvater zwischen Joachim und Anna.
Die Seitenaltäre aus 1731 sind Säulenretabel mit Kartuschenauszug, links mit dem Bild Mariä Verkündigung und den Statuen Florian und Leopold und Herz Jesu aus dem Ende des 19. Jahrhunderts und im Auszug mit Engel, rechts mit dem Bild Mariä Heimsuchung.
Bemerkenswert ist das hochbarocke Ensemble der Kanzel und der Pendantgruppe, mit einer Hängekanzel mit ovalem Korb von Hippolyt Nallenburg und Peter Widerin 1731 mit dem umlaufenden Relief Pfingstwunder und der bekrönenden Statue Allegorie des Glaubens, gegenüber auf einem mächtigen Volutenpostament die Statuengruppe Heilige Familie und Heilige Drei Könige wohl Peter Widerin 1730.
Das barocke Orgelgehäuse entstand um 1731, die Orgel baute Matthäus Mauracher 1893, die Orgel wurde von Gregor Hradetzky 1962 umgebaut. Es gibt vier Glocken aus 1949.